# Diaphanosoma
Diaphanosoma é um género de Sididae.
O género foi descrito em 1850 por Fischer.
Possui distribuição cosmopolita.
Espécies:
- Diaphanosoma amurensis Korovchinsky & Sheveleva, 2009
- Diaphanosoma australiensis Korovchinsky, 1981
- Diaphanosoma fluviatile Hansen, 1899